# The Magic Sword
The Magic Sword er en britisk stumfilm fra 1901 af Walter R. Booth.